# Мендисабаль, Гильермо
Гильермо Мендисабаль Санчес (исп. Guillermo Mendizábal Sánchez; родился 8 октября 1954 года в Мехико, Мексика) — мексиканский футболист, полузащитник известный по выступлениям за клубы «Крус Асуль», «Гвадалахара» и сборной Мексики. Участник Чемпионата мира 1978 года. В 1995 году начал карьеру тренера.

## Клубная карьера
Мендисабаль начал карьеру в клубе Крус Асуль. В 1972 году он дебютировал за основной состав в мексиканской Примере. В 1978 году Гильермо помог команде выиграть национальное первенство, а через год повторил достижение. За Крус Асуль он выступал почти десять лет, сыграв за это время более 300 матчей во всех турнирах. В 1983 году Мендисабаль присоединился к Эстудиантес Текос и отыграл за клуб два сезона. В 1985 году Гильермо покинул Мексику и заключил соглашение с испанским Райо Вальекано, но уже по окончании сезона вернулся на родину, став игроком Гвадалахары. В 1987 году он стал чемпионом страны.

## Международная карьера
15 февраля 1978 года в товарищеском матче против сборной Сальвадора Мендисабаль дебютировал за сборную Мексики. 4 апреля в поединке против Болгарии он забил свой первый гол за национальную команду. В том же году Гильермо попал в заявку сборной на участие в Чемпионате мира в Аргентине. На турнире он принял участие в матчах против команд Польши, Германии и Туниса.

### Голы за сборную Мексики
| #  | Дата           | Место                              | Противник | Счёт | Результат | Соревнование                     |
| -- | -------------- | ---------------------------------- | --------- | ---- | --------- | -------------------------------- |
| 1. | 4 апреля 1978  | Халиско, Гвадалахара, Мексика      | Болгария  | 2:0  | 3:0       | Товарищеский матч                |
| 2. | 15 апреля 1980 | Матео Флорес, Гватемала, Гватемала | Гватемала | 2:3  | 2:4       | Товарищеский матч                |
| 3. | 9 ноября 1980  | Ацтека, Мехико, Мексика            | США       | 3:0  | 5:1       | Чемпионат мира 1982 квалификация |

## Достижения
«Крус Асуль»
- Чемпион Мексики (2): 1978/79, 1979/80

«Гвадалахара»
- Чемпион Мексики: 1986/87